# Menszátor Héresz Attila
Menszátor Héresz Attila (Budapest, 1972. május 31.) magyar színész.

## Pályafutása
A Színművészeti Főiskolán végzett Benedek Miklós osztályában, 1998-ban. 1999-2001 között a Vígszínház tagja volt, majd szabadúszó színész lett. Sokoldalú művész, darabírással, zeneszerzéssel és rendezéssel is foglalkozik színészi munkái mellett.

## Színházi szerepeiből
- Dante Alighieri: Isteni színjáték... szereplő
- William Shakespeare: Hamlet, dán királyfi... Hamlet
- William Shakespeare: Othello... Othello
- William Shakespeare: Romeo és Júlia... Mercutio
- William Shakespeare: Lóvátett lovagok... Bunkó
- William Shakespeare: III. Richárd... szereplő
- Molière: A mizantróp... Alceste
- Pedro Calderón de la Barca: A világ nagy színháza... a Király
- Tirso de Molina: A sevillai szédelgő és a kővendég... Don Juan Tenorio
- Friedrich Schiller: Stuart Mária... Mortimer
- Heinrich von Kleist: Amphitryon... Amphitryon
- Fjodor Mihajlovics Dosztojevszkij: A Karamazov testvérek... Rendőrfőnök
- Anton Pavlovics Csehov: Jelenetek a vidéki életből (Ványa bácsi)... szereplő
- Valentyin Petrovics Katajev: A kör négyszögesítése... Vászja
- Szophoklész: Philoktétész... Kar
- Arisztophanész: Az Acharnaebeliek... szereplő
- ifj. Alexandre Dumas: Kaméliás... Germont
- Joseph Bédier: Trisztán és Izolda... Keireddin király
- Henrik Ibsen: A nép ellensége... Dr. Tomas Stockmann, fürdőorvos
- Bertolt Brecht: Kurázsi mama és gyermekei... Őrmester
- Ion Luca Caragiale: Viharos éjszaka... Rica Vonturiano, irattáros
- Tennessee Williams: Macska a forró bádogtetőn... Brick
- Geoffrey Chaucer – Horváth Péter: Ez van (Canterbury mesék)... Halál, másutt Hajléktalan, később Asztalos, azután Róka
- Michel de Ghelderode: Escurial... Folial, udvari bolond
- Richard Wagner: A bolygó hollandi... Eric, Senta vőlegénye, vadász
- Ray Bradbury: Átégetve... szereplő
- Sławomir Mrożek: Emigránsok... XX
- Harold Pinter: A gondnok... Davies
- Federico García Lorca: Egy... Csörgős alak
- Federico García Lorca: Vérnász... Leonardo
- Ferdinand von Schirach: Terror... Biegler, védő
- Stanislawa Przybyszewska: A Danton-ügy... Danton
- Roland Topor: Albérlet az asztal alatt... Dragomir
- Beth Henley: A szív bűnei... Doc
- Howard Barker: Európa, Európa!... Starhemberg, a Császár hadvezére
- Arnold Wesker: A konyha... Gaston
- Próbaút – etűdök Páskándira – Becsület – Árulás – Önámítás... Borbély kettő; Oidipusz; Ötödik katona; Pasa
- Csokonai Vitéz Mihály: Tempefői... Tempefői, költő
- Csokonai Vitéz Mihály: Karnyóné... Kuruzs
- Füst Milán: A lázadó... Sándor, író
- Molnár Ferenc: Liliom... Liliom
- Balázs Béla: A kékszakállú herceg vára... A kékszakállú herceg
- Spiró György: Csirkefej... Apa
- Bódy Gábor – V. Brjuszov: Tüzes Angyal... Ruprecht
- Réthly Attila: Élve vagy halva... Solero Exotic, kidobólegény
- Faragó Béla – Forgács Miklós – Czajlik József: Ma már nem mész sehova... Feux Róbert
- Galambos Péter – Ernyei Bea: Ványa bácsik, avagy Nyaralj ködben... Asztrov
- Menszátor Héresz Attila – Cziglényi Boglárka: Börtönbújócska – Sade –  Fiction... szereplő
- Sediánszky Nóra: Frida Kahlo balladája... szereplő
- Sediánszky Nóra: Jászai Mari... szereplő
- Graham Chapman – John Cleese – Terry Gilliam – Eric Idle – Terry Jones – Michael Palin: Gyalog galopp... Őr; Francia 2.; Ni lovag 3.; polgár
- Paul Pörtner: Hajmeresztő... Mike Thomas, egyetemista
- Hamlet-illúziók, William Shakespeare alapján... Hamlet
- Iphigeneia Auliszban
- Kabaré
- Mulatság
- Svejk
- Vízkereszt, vagy amit akartok
- Macbeth

## Bemutatott színpadi művei
- Menszátor Héresz Attila – Sediánszky Nóra: Bangkoki punkok (2004. december 21., Merlin Színház)
- Cziglényi Boglárka – Menszátor Héresz Attila: Nimfománia (2016. május 14., RS9 Színház)
- Csikós Attila – Menszátor Héresz Attila: Budapest fölött az ég (2020. január 30., RS9 Színház)

## Rendezéseiből
- Sediánszky Nóra: Jászai Mari (forma bontogató monodráma)
- John Osborne – Sediánszky Nóra: Dühöngő (Jászai Mari Színház)
- Menszátor Héresz Attila – Sediánszky Nóra: Bangkoki punkok (Merlin Színház)
- Hamlet-illúziók
- Balázs Béla: A kékszakállú herceg vára – sétáló színház
- Bak Zsuzsanna: Senki fája (Spinoza Színház)
- Georg Büchner: Woyzeck (RS9 Színház)
- Michel de Ghelderode: Escurial (Zsámbéki Színházi és Művészeti Bázis)
- Cziglényi Boglárka – Menszátor Héresz Attila: Nimfománia (RS9 Színház)
- Hamlet - illúziók, William Shakespeare alapján (RS9 Színház)
- deSADE - Énbörtön (Zsámbéki Színházi és Művészeti Bázis)
- de Sade-fiction (Börtönbújócska) (Zsámbéki Színházi és Művészeti Bázis)
- Frida Kahlo balladája (RS9 Színház)
- Rítus – a válság katarzisa
- Csikós Attila – Menszátor Héresz Attila: Budapest fölött az ég (RS9 Színház)
- Underground project (RS9 Színház)
- Nem is én vagyok ez már (RS9 Színház)

## Filmjei
| - Kölcsönkapott idő (1992) - Érzékek iskolája (1996) - Iphigeneia Auliszban (2006) – Agamemnón - 8 (2007) – Férfi - Türelem (2007; rövid játékfilm) - Gyengébb napok (2008; rövid játékfilm) – Laci - Tabló – Minden, ami egy nyomozás mögött van! (2008) - Sophocles: Philoktetes (2010) - Búcsú (2014; rövid játékfilm) – Játékos - Good Morning (2012; rövid játékfilm) – Jancsi - Szabadesés (2014) – Apa - Az éjszakám a nappalod (2015) – Mentős fickó - Napszállta (2018) – Járőr - Legjobb tudomásom szerint (2020) – Czibor Mihály - Njemacki inat (2020; rövid játékfilm) - Stifled (2020; rövid játékfilm) – Apa - Mindörökké – Béres | - Família Kft. I-III. (1991-1993) – Vevő - Privát kopó (1992) - Szomszédok (1993) – Fiatal vendég a kávézóban - 56 villanás (2007) – Angyal István - Tűzvonalban II. (2008) – Stirlitz - Aliz és a hét farkas (2009) - Válaszcsapás IV. (2013) – Őr - Hacktion: Újratöltve III. (2013) – Alfréd - Las aventuras del capitán Alatriste (2015) - Válótársak II. (2016) – Balogh Erik - A tanár I. (2018) – Mezei |

## Rádiójátékok
- Borbély Szilárd: Istenasszony Debrecen, avagy ki él itten Árkádiában? (2013)